# Città di Bayswater
La città di Bayswater è una delle 29 local government areas che si trovano nell'area metropolitana di Perth, in Australia Occidentale. Essa si estende su di una superficie di 32,7 chilometri quadrati ed ha una popolazione di 55.706 abitanti.